# Гракл
Гракл (Quiscalus) — рід горобцеподібних птахів родини трупіалові (Icteridae), поширений в Новому Світі.

## Види
- Гракл прибережний (Quiscalus major)
- Гракл пурпуровошиїй (Quiscalus quiscula)
- Гракл великохвостий (Quiscalus mexicanus)
- Гракл тонкодзьобий (Quiscalus palustris)
- Гракл нікарагуанський (Quiscalus nicaraguensis)
- Гракл антильський (Quiscalus niger)
- Гракл карибський (Quiscalus lugubris)